# جزر مومباي السبع

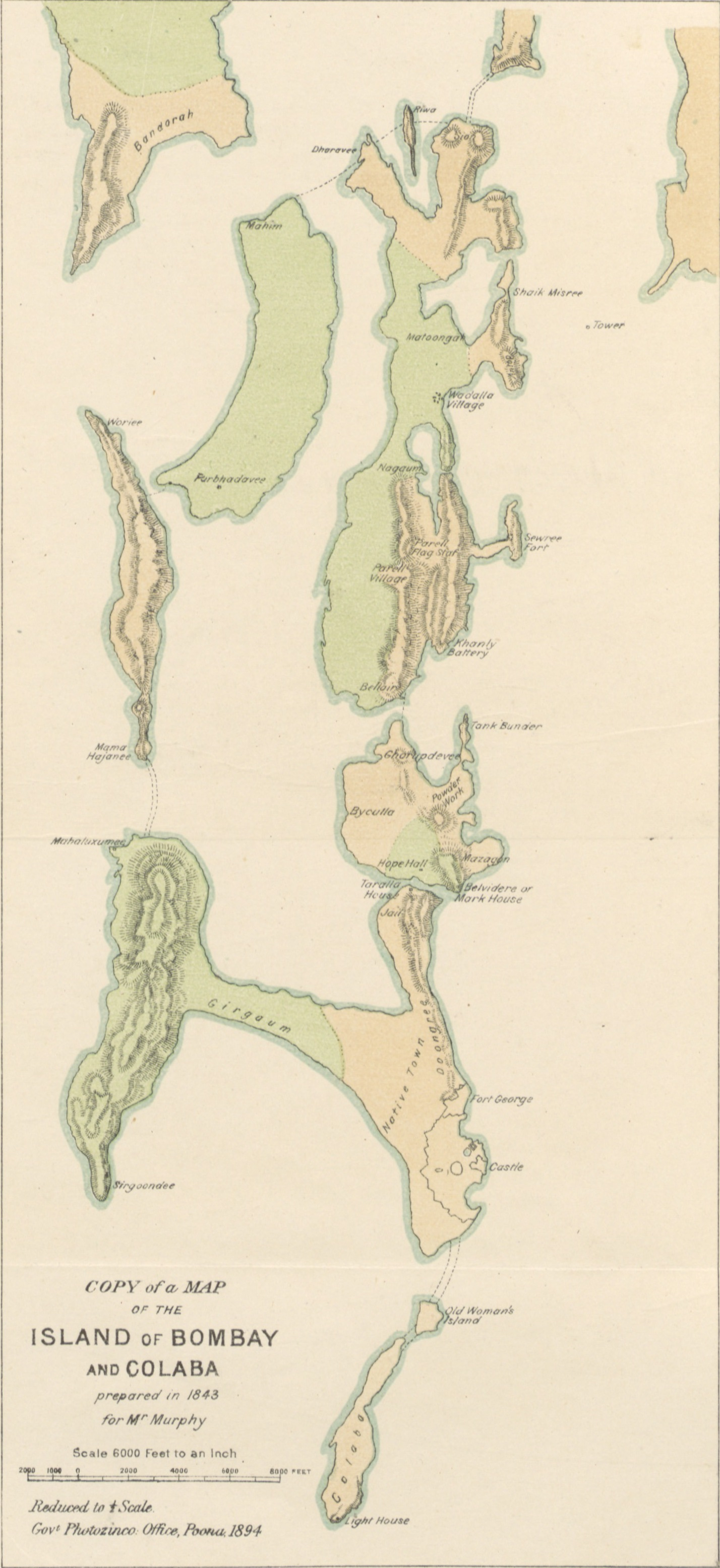
جزيرة بومباي وكولابا

كانت جزر بومباي السبع (بالهندية: मुम्बई के सात छोटे द्वीप) أقاليم تشكل مومباي حاليًا، تقع قبالة الساحل الغربي للهند.

## التاريخ
كانت أقاليم برتغالية تعود للقرن السادس عشر، وتم تسليمها إلى إنجلترا تحت هذا اللقب كجزء من مهر كاترين براغانزا عندما تزوجت من تشارلز الثاني في عام 1661. كانت الجزر في وقت سابق جزءًا من إمبراطوريات الشعوب الأصلية مثل سلالة سيلهارا وسلطانة غوجارات قبل أن يسيطر عليها البرتغاليون في عام 1534. بعد الحصول عليها كمهر، استأجر تشارلز الثاني الجزر لشركة الهند الشرقية في عام 1668 مقابل 10 جنيهات إسترلينية سنويًا.
بحلول عام 1845 ، تم دمج الجزر  في كتلة واحدة من الأراضي من خلال مشاريع متعددة لاستصلاح الأراضي. وتم دمج جزيرة الناتجة من بومباي في وقت لاحق مع الجزر القريبة من ترومباي وسالسيلت التي تقع إلى شمالها الشرقي والشمالي على التوالي لتشكيل بومباي الكبرى. هذه الجزر تشكل الآن الجزء الجنوبي من مدينة مومباي.
كانت الجزر الأصلية التي سُلمت إلى إنجلترا على النحو التالي:
- جزيرة مومباي
- كولابا
- جزيرة العجوز (ليتل كولابا)
- ماهيم
- مازاغان
- بيرل
- ورلي

- الجزر السبع الأصلية
- خريطة بومباي عام 1893.

هناك أيضًا عدة جزر أصغر تقع إلى الشرق من الجزر السبع الرئيسية:
- جزيرة إليفانتا
- جزيرة الجزار
- الأرض الوسطى
- صخرة المحار
- الأرض الشرقية
- جزيرة كروس ايلاند (قناة تاكر)

## روابط خارجية
- الجزر السبع: مومباي
- قصة المدن رقم 11: استصلاح مومباي - من البحر، وشعبها؟